# 무니에사

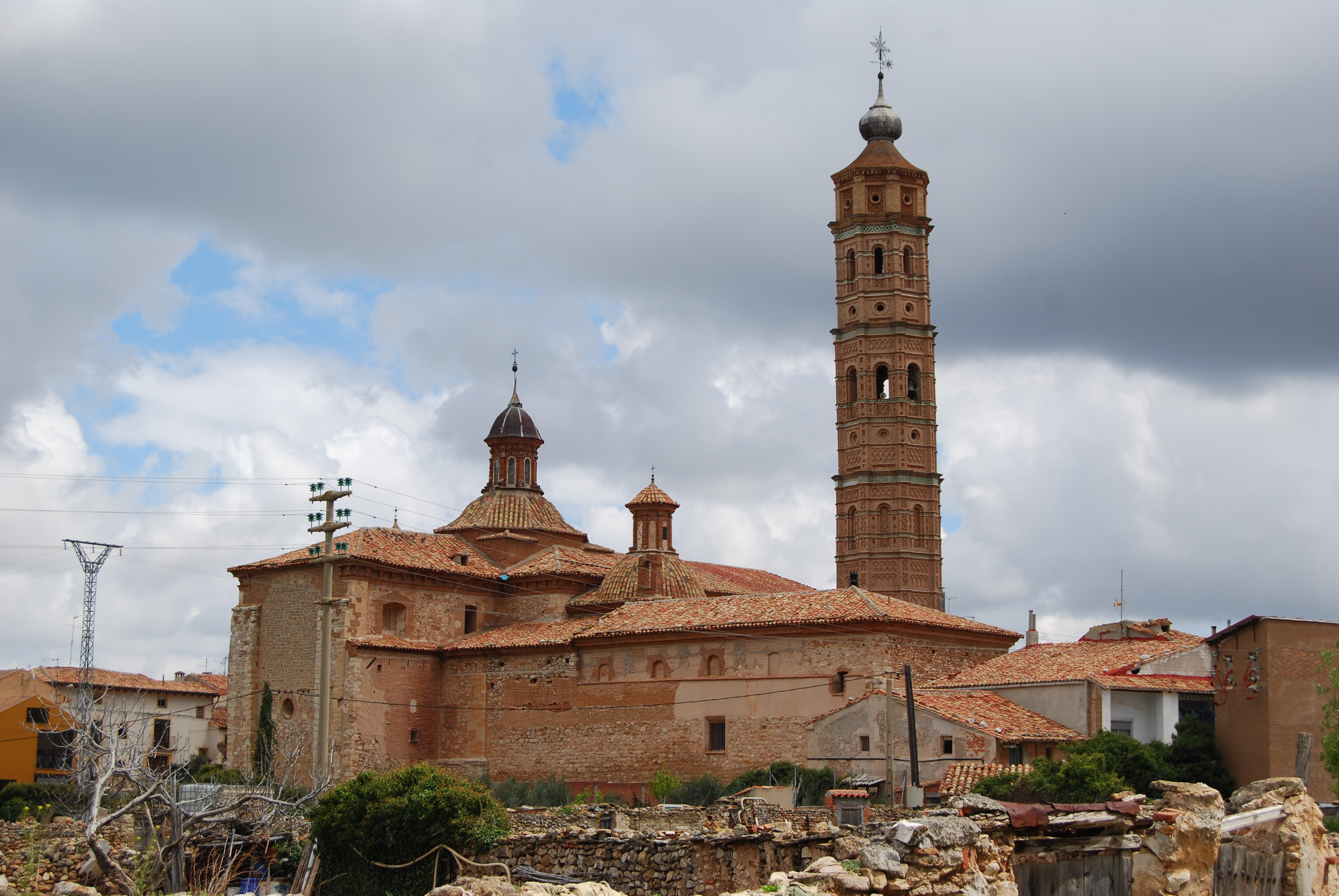

무니에사(Muniesa)는 스페인 아라곤주 테루엘도에 위치한 지방자치체이다. 2017년 인구 조사(스페인 통계청)에 따르면 이 지역의 인구 수는 2018년 기준으로 630명이다.

## 갤러리

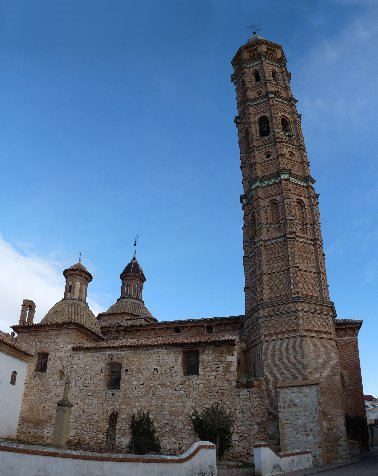
Nuestra Señora de la Asunción church
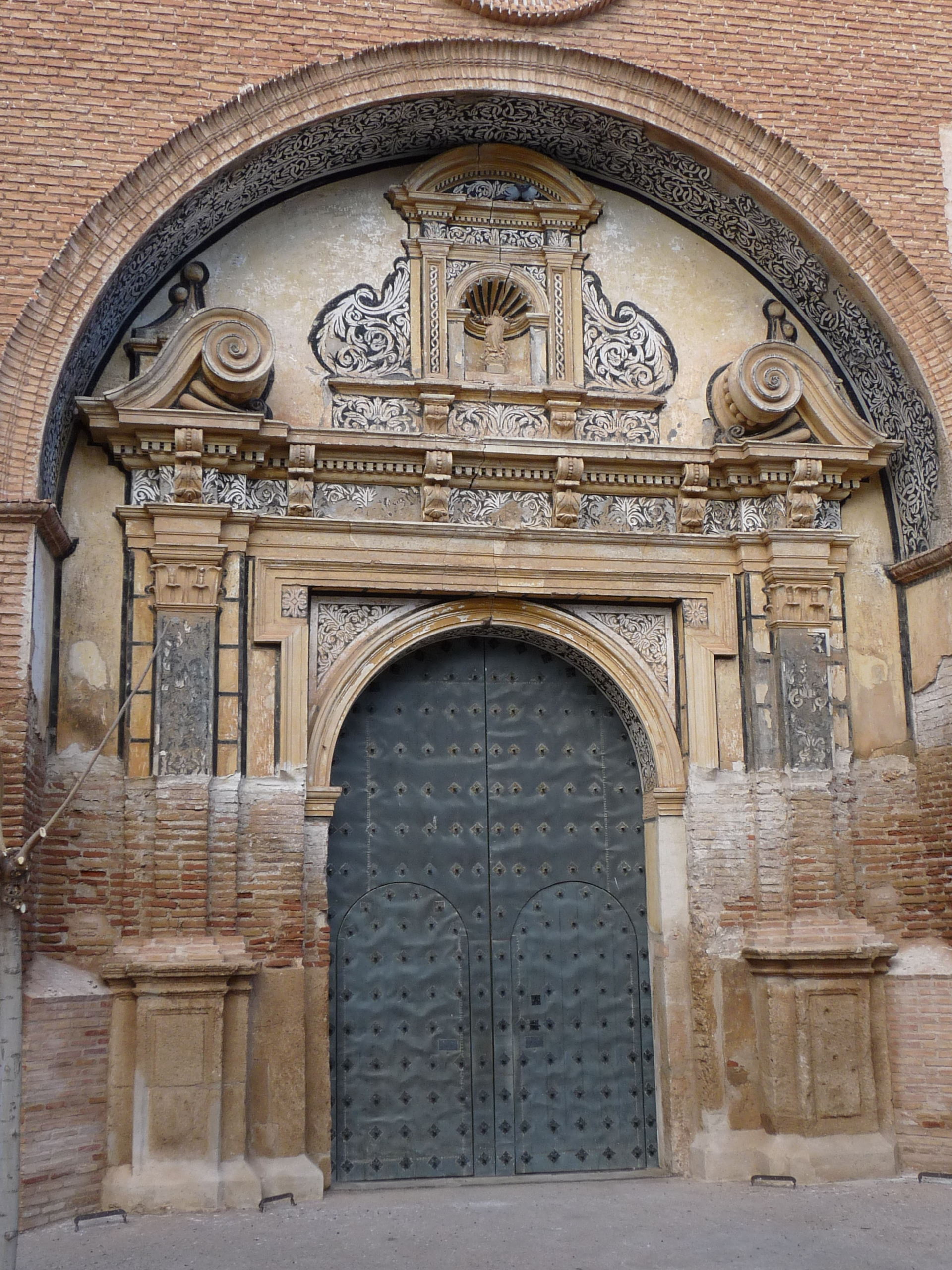
main door of the church
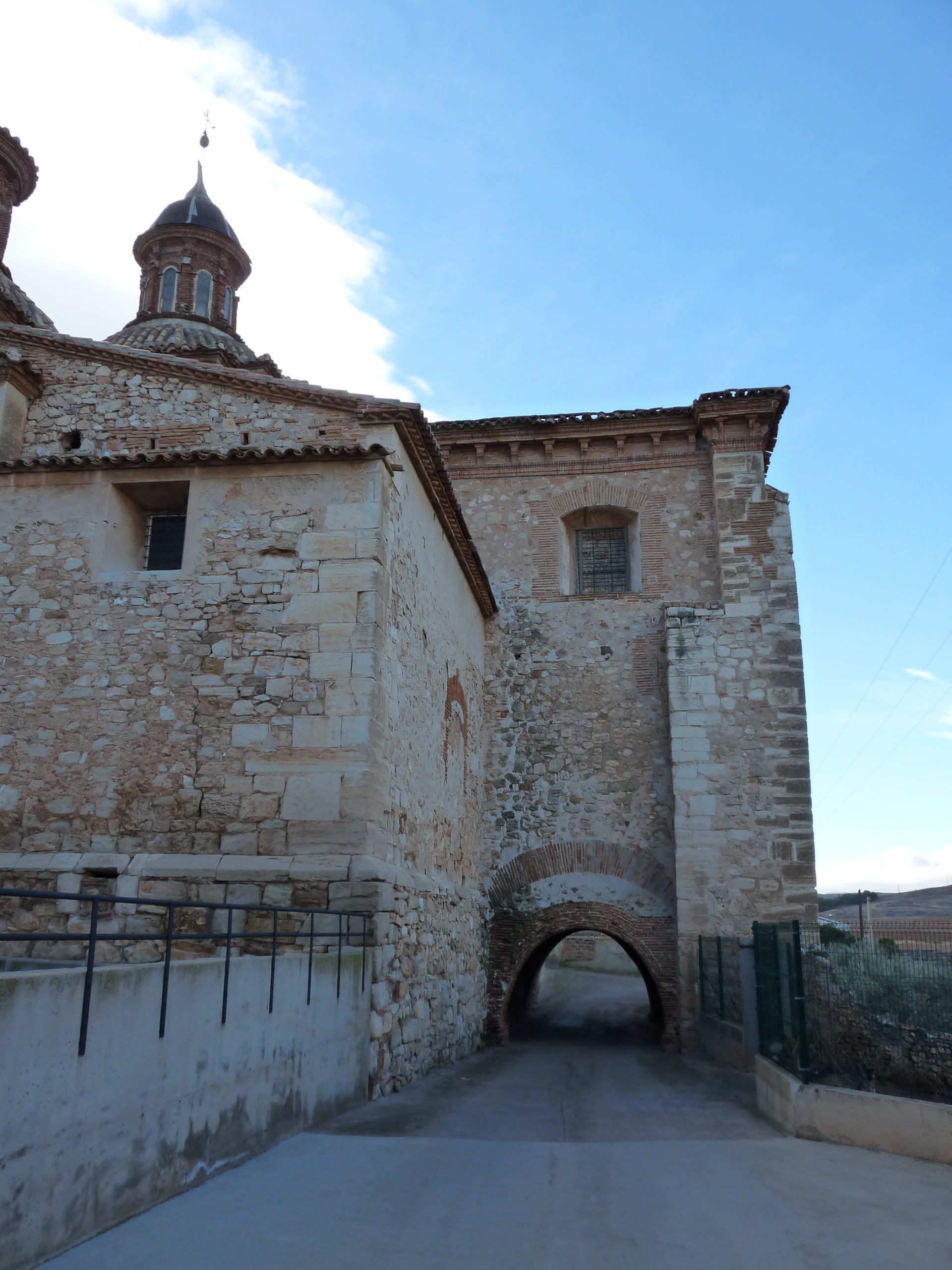
apse of the church exterior view
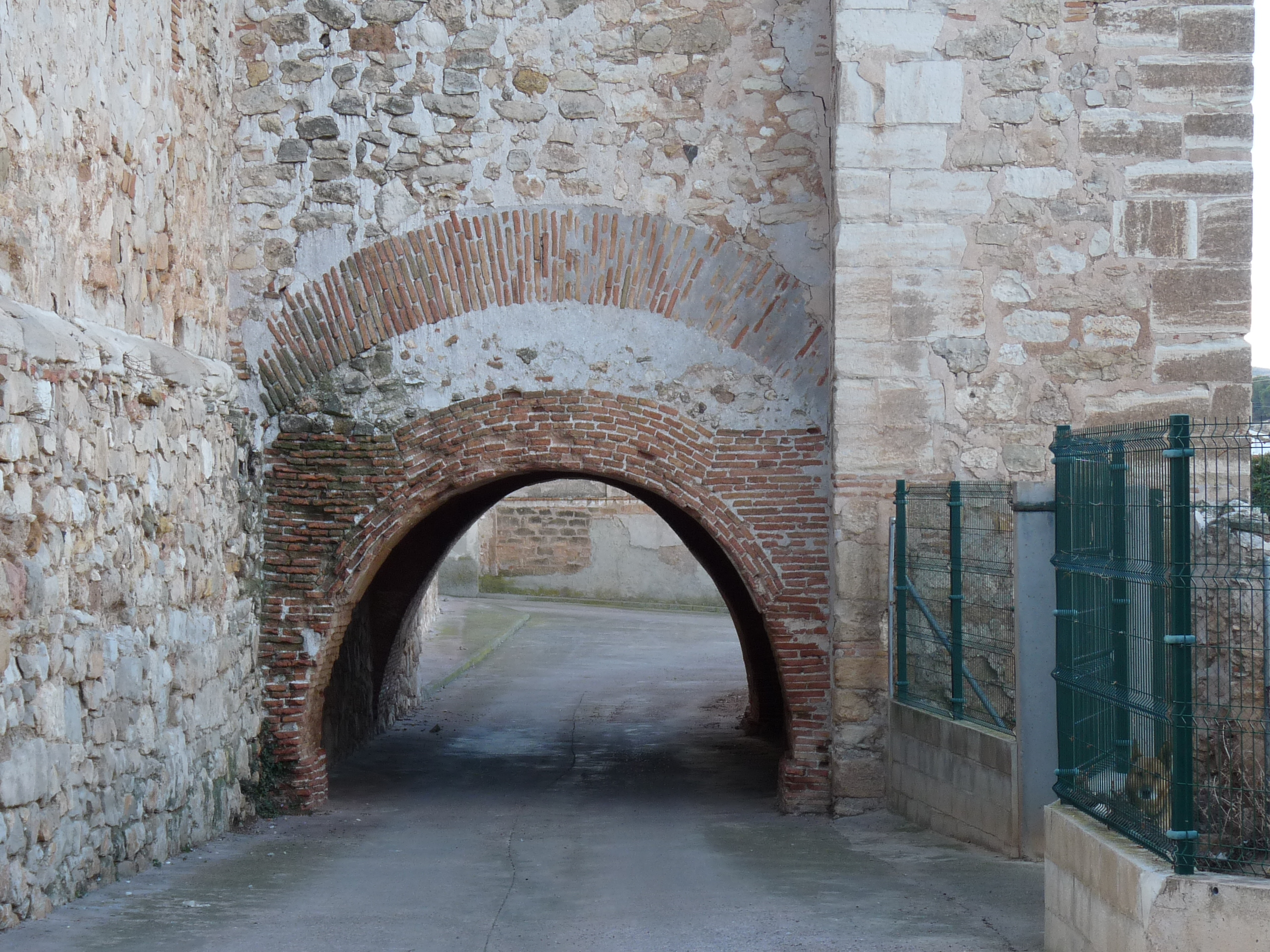
tunnel under the apse
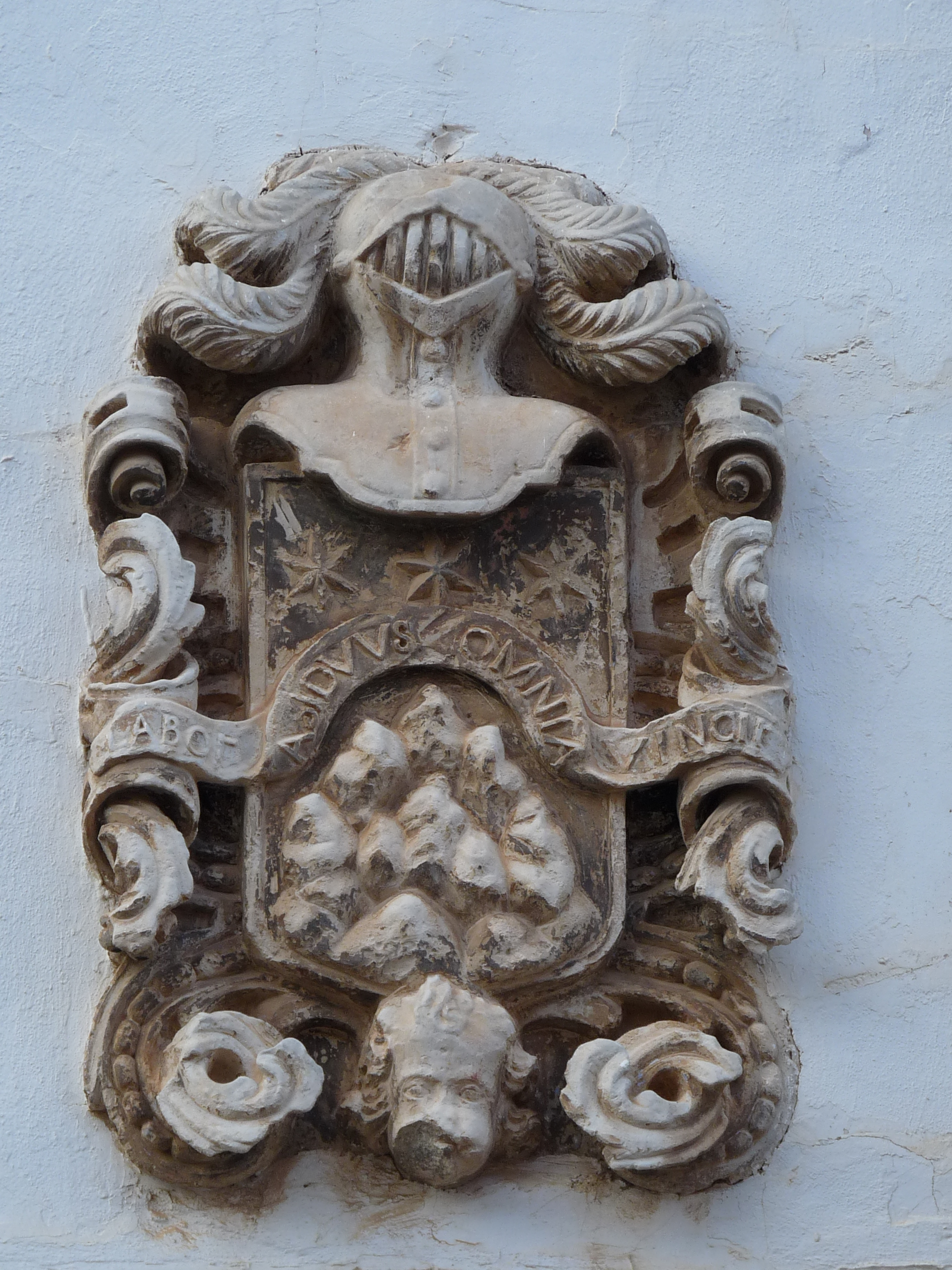
shield on the façade of a house
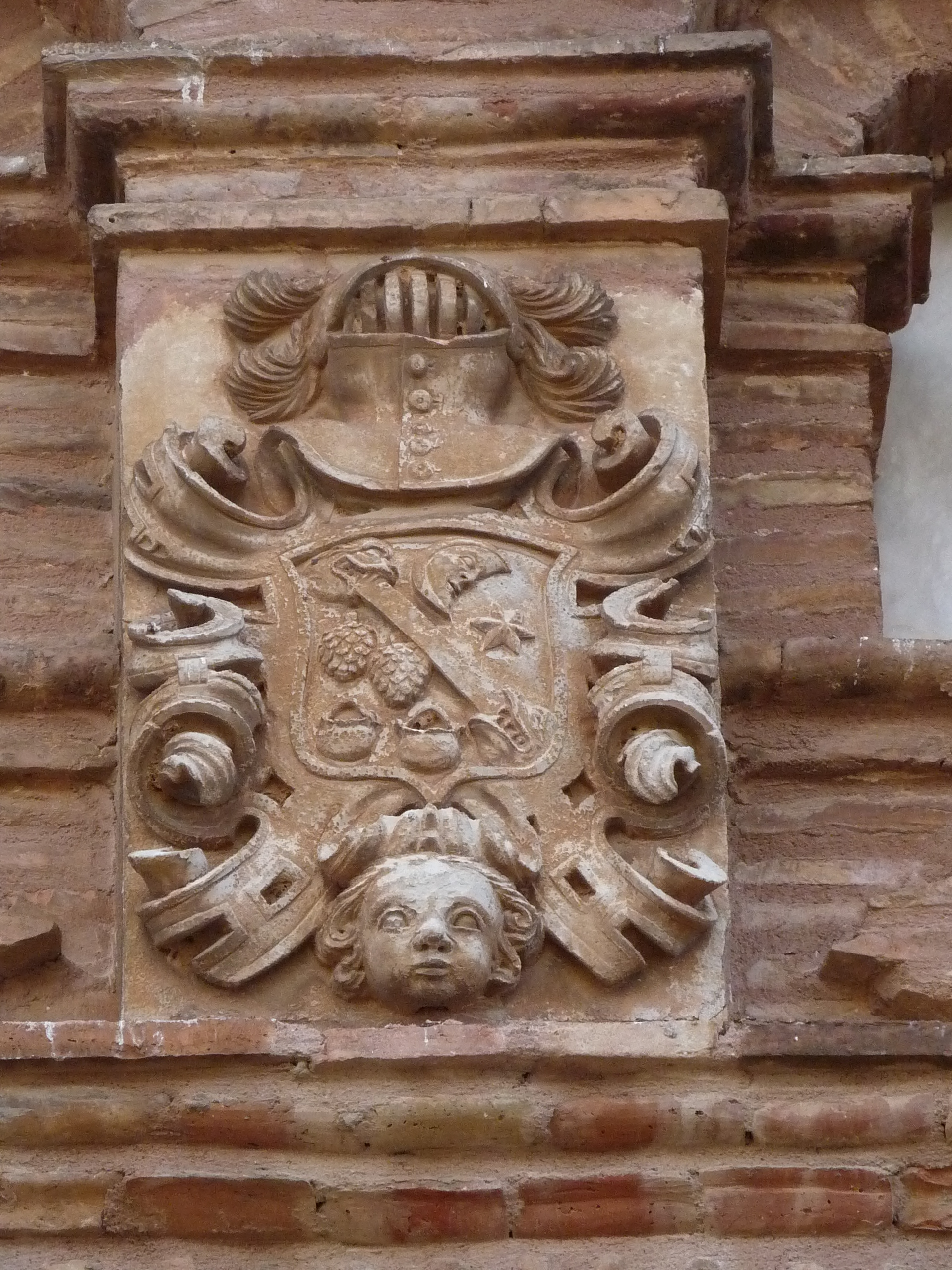
shield on the façade of a house
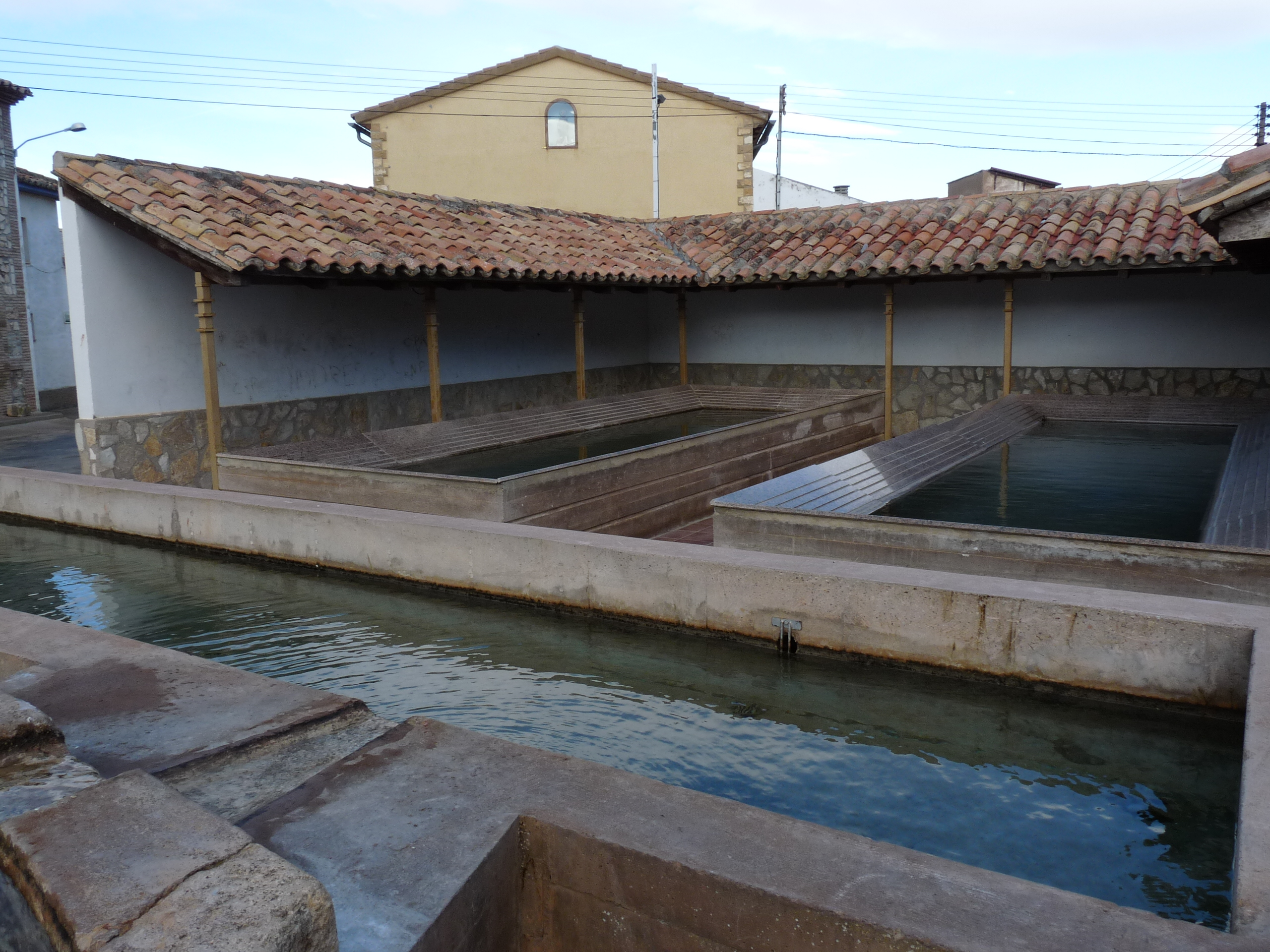
drinking trough and laundry